# Anaperus
Anaperus is een geslacht van zeekomkommers uit de familie Cucumariidae.

## Soorten
- Anaperus peruvianus (Lesson, 1830)